# Opistótonos
Opistótonos es la postura  característica de los que sufren una infección por Clostridium tetani o por Rabdovirus. Es reconocible por la contracción continuada o rigidez de los músculos de tal forma que el cuerpo queda curvado hacia atrás en forma de C invertida (cabeza y pies hacia atrás). El tétanos también puede producir emprostótonos (el cuerpo formando una C con cabeza y pies hacia adelante) y pleurostótonos (cabeza y pies inclinados lateralmente formando una C).
El opistótonos puede verse a veces en la intoxicación por indicación farmacológica de litio. También es una rara expresión extrapiramidal de efecto lateral de fenotiazinas, haloperidol y metoclopramida.
Asimismo se da opistótonos con la presencia de la risa sardónica, un síntoma del envenenamiento por estricnina.
Igualmente suele ser una manifestación clínica en el kernícterus.